# قائمة الدول حسب صادرات القمح
فيما يلي قائمة بالدول حسب صادرات القمح. البيانات لعام 2020 كما ورد في قاعدة البيانات الإحصائية للشركات التابعة لمنظمة الأغذية والزراعة. يعتبر القمح من أكبر المحاصيل في تجارة الحبوب العالمية ، إلى جانب محاصيل أخرى مثل الذرة والأرز وفول الصويا.
| #  | البلد            | الكمية (الطن) | القيمة (بآلاف الدولارات) |
| -- | ---------------- | ------------- | ------------------------ |
| 1  | روسيا            | 37,267,014    | 7,918,294                |
| 2  | الولايات المتحدة | 26,131,626    | 6,318,111                |
| 3  | كندا             | 26,110,509    | 6,317,889                |
| 4  | فرنسا            | 19,792,597    | 4,528,591                |
| 5  | أوكرانيا         | 18,055,673    | 3,594,217                |
| 6  | أستراليا         | 10,400,418    | 2,698,498                |
| 7  | الأرجنتين        | 10,196,931    | 2,029,494                |
| 8  | ألمانيا          | 9,259,493     | 2,105,865                |
| 9  | كازاخستان        | 5,198,943     | 1,137,140                |
| 10 | بولندا           | 4,689,130     | 1,047,399                |